# 德亚伊县
德亚伊县（印尼语：Kabupaten Deiyai）是印度尼西亚巴布亚省西部的一个县，行政中心位于蒂芝。这一地区原是帕尼艾县的一部分，印尼政府颁布2008年第55号法案宣布成立德亚伊县，于2008年11月26日正式成立。2010年普查，全县有62,119人，2014年估计共76,436人。

## 行政区划
全县共分为5个区（Kecamatan或Distrik），区下再设31个村（Desa或Kampung）
| 区                | 人口 2010普查 |
| ----------------- | ------------- |
| Kapiraya          | 3,890         |
| 西蒂芝 Tigi Barat | 26,708        |
| 蒂芝 Tigi         | 14,522        |
| 东蒂芝 Tigi Timur | 9,581         |
| Bowobado          | 7,416         |

## 蒂芝湖
蒂芝湖在本县境内，海拔1700米，深度达150米。由于高海拔的缘故，这一地区气候凉爽。

## 资料来源
1. ↑  .   [2017-02-24]. （原始内容存档于2017-04-28）.
2. 1 2  Biro Pusat Statistik, Jakarta, 2011.